# ГАЕС Лудінгтон
ГАЕС Лудінгтон – гідроакумулювальна електростанція у штаті Мічиган (Сполучені Штати Америки). 
Як нижній резервуар станції використовується озеро Мічиган – одне з Великих озер Північної Америки. При цьому верхню водойму штучно створили на його східному узбережжі, на вершині прибережної дюни Лудінгтон, для чого знадобилась кільцева дамба довжиною 9,6 км з середньою висотою 31 метр. Вона утримує резервуар довжиною 4 км та шириною 1,6 км з об’ємом 102 млн м3, в якому можливо запасати воду в еквіваленті 15 млн кВт-год електроенергії. 
Через водоводи довжиною по 335 метрів з діаметром по 8,5 метра верхній резервуар пов’язаний із розташованим на березі озера Мічиган машинним залом. Тут встановили шість оборотних турбін типу Френсіс потужністю по 312 МВт, які у другій половині 2010-х почали модернізувати до показника у 360 МВт. В 2015 та 2016 роках перші два гідроагрегати ввели в експлуатацію, а завершення всього проекту заплановане на 2020 рік. Гідроагрегати працюють при напорі від 90 до 110 метрів та забезпечують підйом води на висоту до 114 метрів. Ефективність гідроакумулювального циклу становить 70%.